# Трубицын (фамилия)
Труби́цын — русская фамилия, упоминающаяся в документах с XV века и включающая в себя разные рода дворянского, купеческого, мещанского и крестьянского происхождения.

## Ономастика фамилии
Фамилия происходит от прозвища "Трубица", что отмечает и Веселовский. Однако смысл прозвища в контексте разговорной речи и диалектов XV-XVII веков, то есть тех времен, когда зарождались многие рода от данного прозвища, в современной ономастике пока что остается неочевиден.
Среди современных носителей фамилии о значении прозвища бытуют версии: часть людей считает, что прозвище характеризовало худощавое телосложение, другие считают, что прозвище подмечало некие особенности голоса, третьи отмечают, что Трубица это человек, пекущий блины "трубицы". Об этих блинах даже есть пословица,  записанная у Даля: «Затеяла кумица трубицы, а нет ни соли, ни мучицы». Есть и четвертая версия, о том, что прозванный Трубицей человек занимался игрой на дудочке "трубице", в связи с чем и получил прозвище, такая версия всерьез рассматривалась при изучении скоморохов в архивных источниках.
Также важно отметить, что в древности прозвище "Трубица" иногда приобреталось в качестве второго прозвища у других фамильных родов, так произошло, например, в роду Лопухиных с ветвью от Ивана Трубицы, известно, что потомки его носили фамилию Трубицын.

## Происхождение фамилии
По письменным источникам Трубицыны известны с достаточно давних времен. Первое упоминание фамилии относится к началу XV века: в "челобитье Ивана Кочергина властям Колывани" (1403-1411 г.) упоминается Павел Трубицын.
Далее, как прозвище, так и фамилия, упоминаются, например, в документах конца XV века в Писцовых Книгах Великого Новгорода. В документах XVI века упоминаются дети боярские Трубицыны и крестьяне, а к моменту середины XVII века Трубицыны встречаются по письменным источникам среди дворян московских, детей боярских, казаков, стрельцов, посадских людей и крестьян. К концу века фамилия получила уже обширное распространение как на севере, так и юге России
Ко временам образования Российской Империи и далее фамилия приобрела особенное распространение в будущих губерниях Южного Черноземья (в основном, Воронежская, Орловская, Курская) преимущественно среди сословия однодворцев, имелись крупные городские рода купцов и мещан (Осташков, Торопец и др.), также фамилия отмечается и в крестьянской среде (Коломенский, Скопинский уезды и др.).

## Известные представители фамилии
- Трубицын Николай Николаевич (1876-1918) — филолог, приват-доцент Санкт-Петербургского университета[12]
- Трубицын Евгений Георгиевич (1911—1986) — министр автомобильного транспорта РСФСР (1969—1983), Герой Социалистического Труда.
- Трубицын Валерий Петрович (род. 5 сентября 1930, Ленинград) — советский и российский физик и геофизик, член-корреспондент РАН (2000), лауреат премии имени О. Ю. Шмидта (1980).
- Протоиерей Георгий Трубицын — почетный настоятель храма Рождества Христова г. Череповца, его именем названа улица в том же городе[13].
- Трубицын Сергей Александрович — советский футболист, мастер спорта СССР
- Других и менее известных представителей фамилии см. через статьи раздела "См. также"